# Eduardo Espinosa y Prieto
Eduardo Luis Espinosa y Prieto (Ciudad de México; 24 de enero de 1909-El Cairo, Egipto; 22 de agosto de 1966) fue un embajador mexicano.

## Vida
El 23 de septiembre de 1937, Eduardo Espinosa y Prieto fue acreditado secretario de tercera clase en la embajada de La Habana. En aquella época, sólo los gobiernos de EE. UU., España y México mantenían relaciones diplomáticas con el gobierno de Cuba.
En 1953 se desempeñó como vice director general del Servicio Diplomático Mexicano en los EE. UU. Durante esta etapa fue espiado por la CIA debido a su buena relación, y la de su esposa Tania, con el embajador soviético Kasputin. 

El 15 de diciembre de 1955, la Asamblea General de las Naciones Unidas recomendó en la Resolución 944 que el Gobierno del Reino Unido, en consulta con el Comisionado del Plebiscito, celebrara un plebiscito para determinar si el pueblo de Togolandia Británica deseaba independizarse o formar el Estado de Ghana con la entonces Costa de Oro. Eduardo Espinosa y Prieto fue nombrado comisario del plebiscito para la votación del 9 de mayo de 1956.
Desde el 15 de agosto de 1965, Eduardo Espinosa y Prieto estaba acreditado ante los gobiernos de Egipto, Argelia y Arabia Saudí. Su embajada tenía su sede en El Cairo y falleció de una enfermedad cardiaca tras ser ingresado en el hospital Dar el-Shifa.Fue enterrado en Panteón Jardín.

## Publicaciones
- Una Desorientación Occidental, Tezontle, 1951
- Doctrina de la diplomacia mexicana, 24 S., 1954
- Misión de México ante las Naciones Unidas, 1959
- El colonialismo ante la evolución mundial,  1960

| Predecesor: Primo Villa Michel                   | Encargado de Negocios del Consulado de México en Shanghai Del 22 de diciembre de 1941 al 1 de noviembre de 1942 | Sucesor: Miguel Ángel Menéndez Reyes     |
| Predecesor: José María Ortiz Tirado              | Embajador de México en Bogotá Del 2 de junio de 1948 al 30 de julio de 1949                                     | Sucesor: Mariano Armendáriz del Castillo |
| Predecesor: Salvador Alva Cejudo                 | Embajador de México en Varsovia Del 11 de octubre de 1960 al 16 de octubre de 1965                              | Sucesor: Delfín Sánchez Juárez           |
| Predecesor: Jorge Castañeda y Álvarez de la Rosa | Embajador de México en El Cairo Del 15 de agosto de 1965 al 23 de agosto de 1966                                | Sucesor: Manuel de Aráoz Herrasti        |
| Predecesor: Jorge Castañeda y Álvarez de la Rosa | Embajador de México en Argelia Del 15 de agosto de 1965 al 23 de agosto de 1966                                 | Sucesor: Manuel de Aráoz Herrasti        |
| Predecesor: Jorge Castañeda y Álvarez de la Rosa | Embajador de México en Riad Del 15 de octubre de 1965 al 23 de agosto de 1966                                   | Sucesor: Manuel de Aráoz Herrasti        |